# Colònia de Gatamoix
La Colònia de Gatamoix fou una colònia agrícola creada a la possessió de Gatamoix, al municipi d'Alcúdia (Mallorca). La seva creació fou promoguda per l'anglès Henry Robert Waring, representant de la companyia anglesa de dessecació de l'Albufera, i es constituí oficialment el 7 d'agost de 1876, acollint-se a la Llei de Colònies Agrícoles i Poblacions Rurals de 3 de juny de 1868. Aquesta llei tenia l'objectiu de fomentar l'agricultura a tot l'estat, i, per atreure població, atorgava beneficis als nous colons, com ara l'exempció de tributs i del servei militar.
A despit que la llei anava destinada a fomentar l'agricultura, la colònia fou creada amb la intenció de donar habitatge als treballadors de la companyia que eixugaven l'Albufera. Tot i així, l'agricultura fou important a la colònia, que tenia una extensió d'unes 200 hectàrees, principalment dedicades al conreu de figueres, moreres i polls. El 1881, cinc anys més tard de la seva creació, ja tenia 93 habitants, i així el 1889 l'enginyer Louis Latrobe Bateman i la seva esposa promogueren la construcció d'una església, una casa per al seu vicari i una escoleta per als infants. Apareix esmentat a la Guía de las Baleares de Pere d'Alcàntara Penya i Nicolau (1891), qui diu que és un sufragani d'Alcúdia que va augmentat de dia en dia. El 1892 la nova colònia passaria a denominar-se oficialment Colònia de Sant Lluís com a homenatge dels Bateman al seu nebot Lluís. Malgrat tot, popularment la colònia sempre fou coneguda com a el Poble Nou (es Poble Nou). En el seu moment de més prosperitat, cap a 1894, arribà a tenir 150 habitants en unes quaranta famílies, un carrer i una vintena de cases de dues plantes cada una. La principal dificultat a què feren front els pobladors fou el paludisme, per causa de la proximitat amb l'Albufera.
La colònia prosperava, però l'economia de Lluís Bateman passava per un mal moment per causa dels seus deutes, principalment a Joaquim Gual de Torrella. Bateman es traslladà a Londres i vengué la propietat a Gual de Torrella, que va tancar la colònia i els seus habitants l'abandonaren. Ràpidament tots els habitatges i edificis públics es buidaren i posteriorment saquejaren, i finalment arribà la desaparició material de la colònia amb el reaprofitament de les pedres dels edificis per la construcció de l'ermita de Crestatx i de la capella de la mina de carbó de Son Fe.
El 2005, la Fundació Maria Ferret promogué tasques de neteja, identificació i recuperació de les restes de la colònia.